# Joseocoris
Joseocoris is een geslacht van wantsen uit de familie van de Miridae (Blindwantsen). Het geslacht werd voor het eerst wetenschappelijk beschreven door Henry in 2013.

## Soorten
Het genus bevat de volgende soorten:

- Joseocoris carpinteroi Henry, 2013
- Joseocoris costai Henry, 2013